# Der neubestellte Irrgarten der Liebe
Sieben Gedichte aus Otto Julius Bierbaums Der neubestellte Irrgarten der Liebe is een liederenbundel gecomponeerd door Christian Sinding. Sinding had een aantal jaren lesgegeven aan de Akademie der Künste in Berlijn toen hij terug reisde naar Noorwegen. Hij voelde zich daar ondergewaardeerd en keerde daarom terug naar het Duits met een aantal liederen op tekst van Otto Julius Bierbaum . 
De zeven liederen voor zangstem en piano zijn:
1. Die Hauptsache – allegretto
2. An die Nacht - andante
3. Das grüne Wunder - allegretto
4. Flieder – con sentimento
5. Kälte - andante
6. Das Lied vom bißchen Sonnenschein - allegretto
7. Guter Rat – con fuoco